# Кампањино (Торино)
Кампањино је насеље у Италији у округу Торино, региону Пијемонт.
Према процени из 2011. у насељу је живело 91 становника. Насеље се налази на надморској висини од 238 м.